# Gianfranco de Turris
Gianfranco de Turris (Róma, 1944. február 19. –) olasz író, újságíró, a tudományos-fantasztikus irodalommal foglalkozó irodalomtudós.

## Élete
A Giornale Radio Rai című lap kulturális rovatának szerkesztőhelyettese, a római székhelyű Edizione Mediterranee kiadó által kiadott kötetek szerkesztői tanácsadója, valamint a Julius Evola-alapítvány titkára, amely szerepében a filozófus újabban megjelenő köteteit felügyeli. A Rai Radio 1 L'Argonauta című, 2002-től 12 éven át sugárzott műsora szerkesztője volt, 399 epizódot de Turris szerkesztett 2012. július 1-ig, munkáját Paolo Corsini folytatta a műsor 2014. április 6-i befejezéséig. Az 1960-as években az Oltre il cielo magazin narratív részét szerkesztette. Az 1970-es évek kezdetétől számos esszét és könyvet írt a tudományos-fantasztikus irodalomról, kü
lönösen J. R. R. Tolkienről és Howard Phillips Lovecraftról. A L'Altro Regno című tudományos-fantasztikus magazin vezetője volt az 1980-as évek végéig. Ő vezette az olasz Tolkien-díj odaítéléséről döntő bizottságot 1980 és 1992 között.
Újságíróként a L'Italiano, Linea, Secolo d'Italia, Il Tempo, L'Italia che scrive, Roma, Dialoghi, Liberal, Il Giornale d'Italia, L'Indipendente, Prospettive nel mondo, La Destra, Il Giornale és az Area e Intervento lapok számára dolgozott. E lapokban használt írói álnevei: Corrado Federici, Futur, Robot Bis, Tris, Giulio Arthos. A Linus és a L'Eternauta című képregénylapok számára is ír, a Linus vezetője Oreste Del Buono.

## Külső hivatkozások
- Munkái a worldcat oldalán
- Munkái az ISFDB oldalán
- Madarász Imre Turris könyvéről
- Turris oldala az IMDB-n

## Fordítás
- Ez a szócikk részben vagy egészben  a   Gianfranco de Turris című olasz Wikipédia-szócikk ezen változatának fordításán alapul.  Az eredeti cikk szerkesztőit annak laptörténete sorolja fel. Ez a jelzés csupán a megfogalmazás eredetét és a szerzői jogokat jelzi, nem szolgál a cikkben szereplő információk forrásmegjelöléseként.